# Louise Bours
Louise Bours (ur. 23 grudnia 1968 w Congleton) – brytyjska polityk i działaczka samorządowa, posłanka do Parlamentu Europejskiego VIII kadencji.

## Życiorys
W młodości zajmowała się aktorstwem i piosenkarstwem, ukończyła szkołę artystyczną Mountview Conservatoire for the Performing Arts. Występowała w teatrach na West Endzie, grała niewielkie role w różnych serialach telewizyjnych (Band of Gold, Peak Practice, Brookside). Podjęła później studia z zakresu nauk społecznych na Lancaster University. Wybierana na radną w Congleton, była także burmistrzem tej miejscowości. Była związana z Partią Konserwatywną, jednak w 1997 popierała Partię Pracy. Później zaangażowana w działalność Partii Niepodległości Zjednoczonego Królestwa, weszła w skład krajowych władz wykonawczych tego ugrupowania.
W wyborach europejskich w 2014 z ramienia UKIP uzyskała mandat eurodeputowanej VIII kadencji. W trakcie kadencji wystąpiła z UKIP.